# Hans Joachim Triebsch

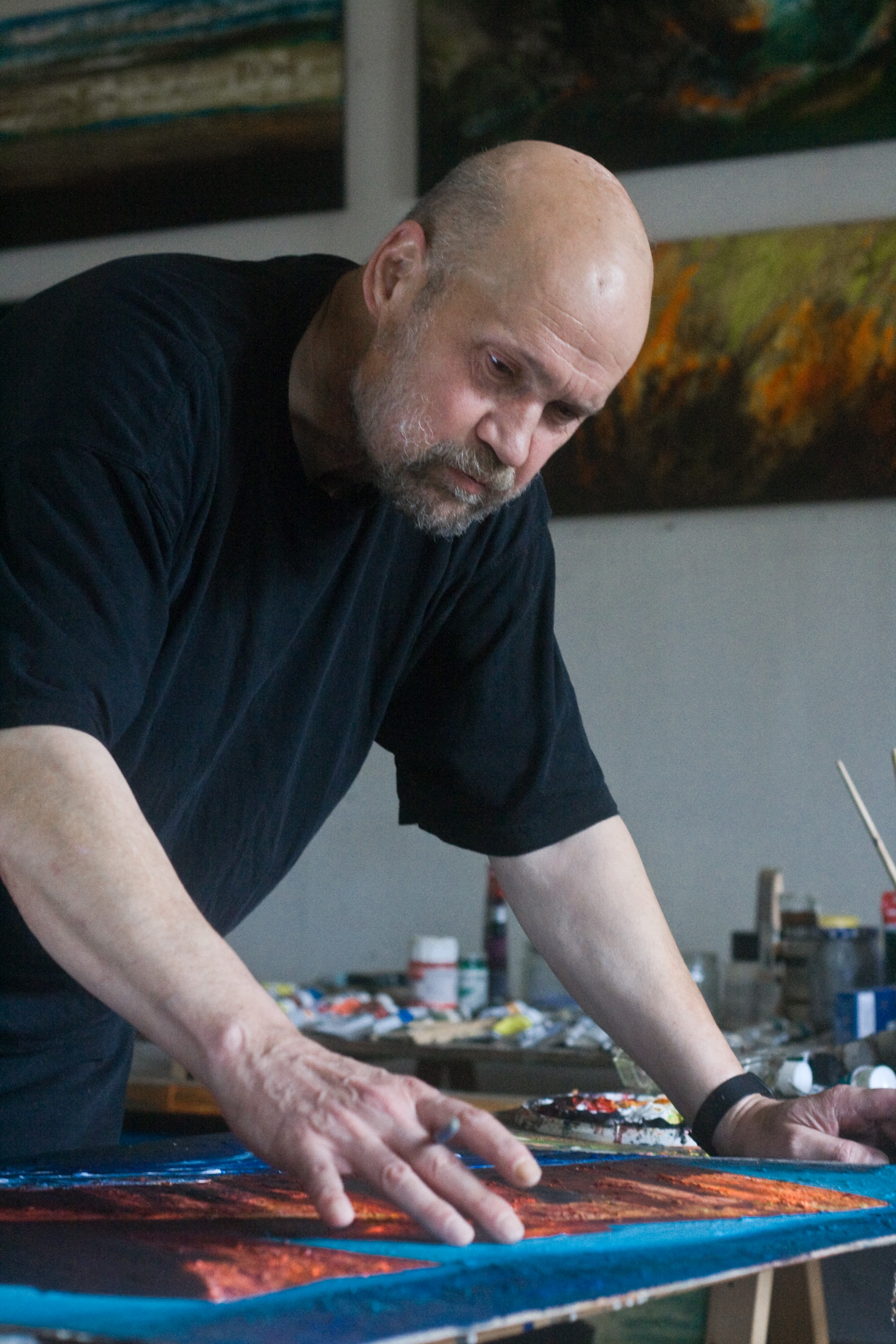
Hans Joachim Triebsch

Hans Joachim Triebsch (* 6. April 1955 in Brandenburg an der Havel) ist ein deutscher Maler und Grafiker.

## Werdegang
Nach dem Abitur 1973 und seinem Grundwehrdienst studierte Triebsch zwischen 1975 und 1980 an der Hochschule für Form und Gestaltung (heute Burg Giebichenstein Kunsthochschule Halle-HIF) in der Fachklasse Malerei/Grafik, u. a. bei Hannes H. Wagner, Inge Götze, Frank Ruddigkeit und Willi Sitte und schloss sein Studium 1980 mit einem Diplom ab. Nach einem Zusatzstudium von Malerei, Grafik und Glasgestaltung war Triebsch von 1981 bis 1989 Lehrer im künstlerischen Grundstudium an der HIF. Seitdem arbeitet er freischaffend als Maler und Grafiker, seit 1996 in Naundorf, Gemeinde Kabelsketal.

## Mitgliedschaften
- bis 1990 Verband Bildender Künstler der DDR
- seit 1983 BBK, Thüringen

## Werke
1982 schuf er Giebelentwürfe für den 3. Wohnkomplex in Wolfen-Nord („Drachenflieger“); es folgen mehrere Wandbilder, z. B. „Stadt“ in der Großen Klausstraße in Halle. Ab 1988 arbeitete er mit Bernd Baumgart an mehreren Projekten in Halle zusammen.
Triebsch bearbeitete vielfältige Themen wie Karneval (1981/82), Faschismus, Gewalt und Macht (Tafelbild „Kain“, zweiteilig, 1986/1987). Es folgten seit 1986 verschiedene Serien mit Häusern zum Häuserabriss in Halle, Halle-Zyklen (Zeichnung, Collage), aber auch erotische Zeichnungen (1988), farbige Köpfe (verschiedene Serien, seit 1989), eine Serie zu Walter Bauer (1990). Als Grafiker schuf er Radierungen zu den Städten Artern, Magdeburg, Halle, Leipzig (Stadtlandschaften, seit 1993).
Werke von Hans Joachim Triebsch wurden in zahlreichen Gruppenausstellungen in Deutschland gezeigt.
Arbeiten von Triebsch befinden sich u. a. in der Sammlung Handzeichnungen der DDR, Orangerie Gera; im Ludwig-Institut für Kunst der DDR, Schloss Oberhausen und in der Kunstsammlung der Deutschen Hochschule für Körperkultur in Leipzig.

## Ausstellungen und Ausstellungsbeteiligungen (Auswahl)
- 1983/86/89 „Atelier I, II, III“ Junge Künstler in Halle
- 1984 Bezirksausstellung in Halle
- 1985 Handzeichnungen der DDR in Gera
- 1987/1988 X. Kunstausstellung der DDR in Dresden
- 1987 Kunst und Sport in Leipzig
- 1988 Neuankäufe des Ludwig-Institutes in Oberhausen
- 1989 „Standorte“ Berlin
- 1990 Kunst aus Halle (Saale) in Neu-Delhi
- Grafik aus Halle (Saale) Saale in Karlsruhe, Erlangen, Wiesloch, Linz und Halle
- 1991 STADTansichten in Halle und Hildesheim, Große Kunstausstellung NRW in Düsseldorf, 1. Kunstschau Sachsen-Anhalt in Halle/Saale
- 1992 EXPO ´92 in Sevilla, Bilder zu G.F. Händel
- 1993 „Kunst & Zeit x 8“ Halle; „Kunst aus Halle“ Plovdiv; Kunsthaus Poorhosaini in Jugenheim; Galerie Theo Will in Aschaffenburg; 7. Karlsruher Künstlermesse; Dresdner Bank Halle/Saale; „Kunst im öffentlichen Raum“ Halle
- 1994 „Künstler aus Sachsen-Anhalt in Bonn und Brüssel“, Leipzig, Castello di Strenico/Italien, Galerie Arche Hameln, 2. Kunstschau Sachsen-Anhalt Halle
- 2012 „Schaffensträume“, Kunstsammlung Gera
- 2013 Kunstgalerie Leuna (mit Susanne Hoppe)